# Gruppo 690
 (juin 2021).
Si vous disposez d'ouvrages ou d'articles de référence ou si vous connaissez des sites web de qualité traitant du thème abordé ici, merci de compléter l'article en donnant les références utiles à sa vérifiabilité et en les liant à la section « Notes et références ».
La série de locomotives italiennes Gruppo 690 des Ferrovie dello Stato numéros 001 à 033 sont des locomotives à vapeur de disposition d'essieux Pacific mises en service en 1911 et 1914 et transformées en Pacific, Gruppo 691, dans les années 1930.

## Historique

### Genèse
Dans les années 1910, les chemins de fer d'Italie, unis sous la bannière des Ferrovie dello Stato depuis 1905, étaient en pleine modernisation à la fois pour évincer des locomotives du XIXe siècle dépassées sur le plan technique et pour atteindre de meilleures performances et faire face à la croissance du trafic. Plusieurs séries unifiées avaient vu le jour dans un contexte d'hésitation entre les locomotives compound et celles à simple expansion.
Pour les trains de voyageurs rapides de tonnage important, les FS avaient commandé 151 locomotives Gruppo 680 de disposition Prairie avec quatre cylindres compound « Plancher » et trois paires de roues de 1,85 m. Ces dernières étaient dépourvues de surchauffe et, bien que leur bogie-bissel Zara en fasse des « presque Pacific », avaient des performances limitées en tête des express les plus lourds.

### Mise au point
Inspirés par les larges Pacific des réseaux étrangers et par le bon succès de la surchauffe, les ingénieurs des FS mirent au point un nouveau modèle de grandes dimensions, se passant du compoundage au profit d'une disposition à quatre cylindres égaux, en batterie : les Gr. 690.
Afin de réduire le poids et les dimensions, qui frôlaient les limites (alors assez basses) du réseau italien, plusieurs concessions durent être faites, notamment le fait d'implanter le foyer, plutôt étroit, au-dessus de l'essieu porteur arrière, lequel dispose d'un jeu latéral pour faciliter l'inscription en courbe.
Une première commande concernait six locomotives, construites par Ernesto Breda, et trois par l'Officine Meccaniche, livrées en 1911 et affectées au dépôt de Florence. En service, elles se montrèrent capables de remorquer un train de 360 t sur des parcours Florence - Chiusi et la ligne Bologne - Pistoie . Une seconde tranche de 24 locomotives a donc été commandée à Ernesto Breda (quatorze) et Ansaldo (dix) qui les livrèrent en 1914.

### Carrière
Elles furent affectées aux lignes Milan - Bologne - Florence et Milan - Venise en tête des trains les plus prestigieux ; ce terrain d'action disposait de voies et de ponts suffisamment renforcés pour tolérer leurs 17 t par essieu.
Cependant, les performances de ces lourdes locomotives n'étaient pas aussi impressionnantes qu'escompté. Leur foyer bridait leur puissance et la consommation de charbon se montrait conséquente. Aucune autre commande ne sera donc passée par la suite.
Dès 1912, les FS avaient créé une version révisée (à simple expansion et surchauffe) des locomotives série 680 : les 685 dont une centaine d'exemplaires furent réceptionnés avant l'entrée en guerre et 165 autres après le conflit sans compter les série 680 transformées en 685. Bien que plus petites et moins puissantes (sauf les 685 transformées dans les années 1920) elles allaient jouer un rôle dominant sur les lignes italiennes. Un autre modèle qui supplanta les 690 sur la ligne Milan - Bologne - Florence était la série 746 de disposition Mikado, apparues de 1923 à 1927.

### Transformation

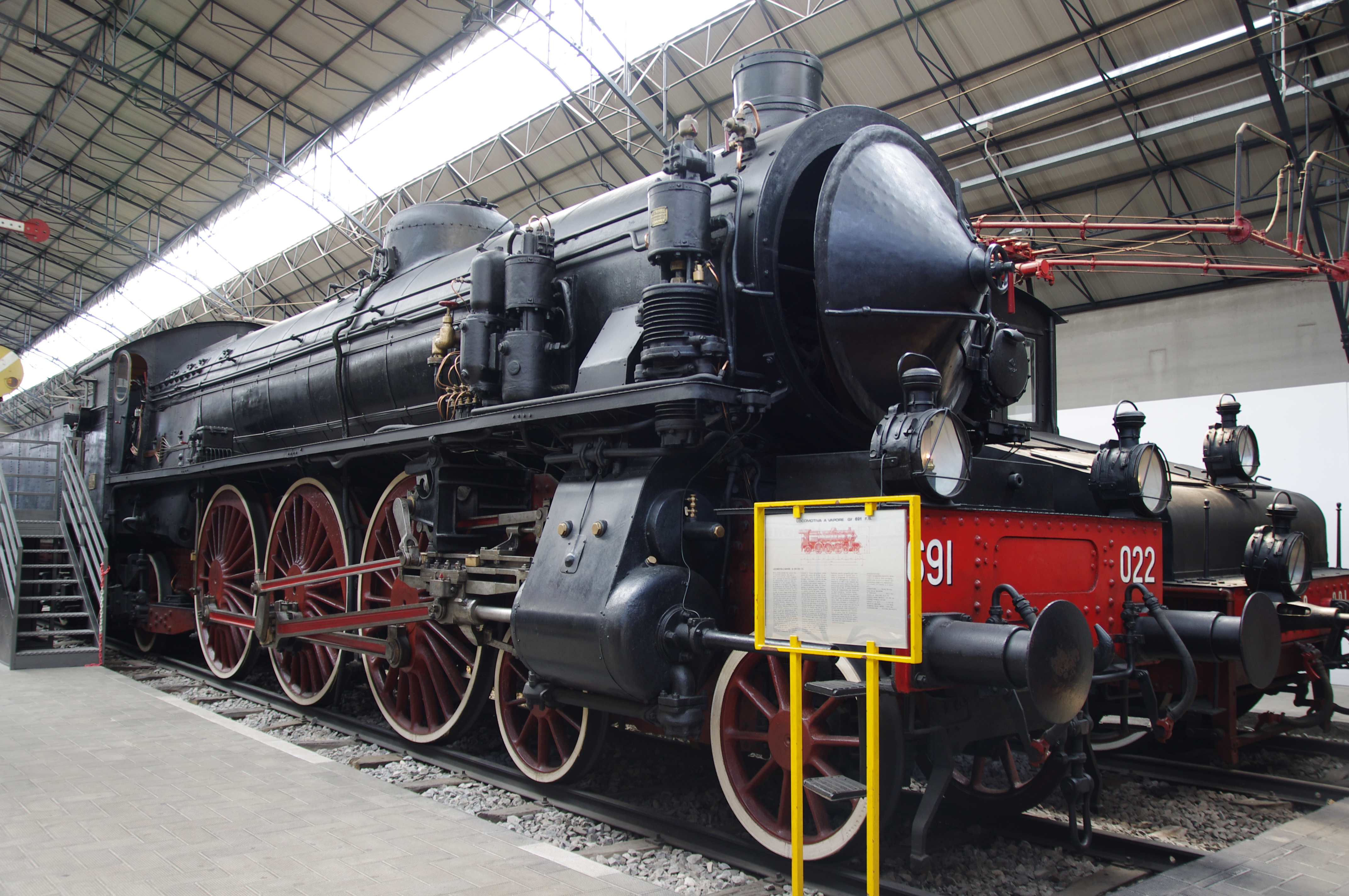
Locomotive série 691 préservée à Milan.

À la fin des années 1920, le réseau ayant enfin été renforcé, les FS réfléchiront à la création d'un nouveau type de Pacific et songeront à s'inspirer du châssis des 690 et de la nouvelle chaudière créée pour les 746. Un autre projet resté dans les tiroirs, la série 695, devait être entièrement nouvelle avec des roues et cylindres encore plus grand.
Finalement, pour des questions de coût et des raisons pratiques (les 695 auraient eu une masse trop élevée), il fut décidé de transformer une 690, d'abord à titre d'essais, puis l'ensemble de la série, de 1928 à 1934.
Les locomotives transformées, classées dans la série 691, conservent de nombreuses pièces de leurs devancières mais leur châssis a été allongé pour supporter une chaudière de 746 et elles ont reçu un foyer plus large et profond afin de fournir assez de vapeur.
Sans pour autant donner pleine satisfaction, les trente-trois 691 poursuivront leur carrière jusque dans les années 1960.

## Préservation
La série étant éteinte dès les années 1930 pour cause de transformation, aucune 690 n'a survécu.
La 691.022, ancienne 690.022, construite par Breda en 1914 et transformée en 1933 est préservée au Musée des sciences et des techniques Léonard de Vinci de Milan.